# Ксенофон Сгурос
Ксенофон Сгурос (на гръцки: Ξενοφών Σγουρός) е гръцки лекар и политик от XX век.

## Биография
Роден е в 1886 година в източномакедонския град Сяр. Завършва медицина в Атинския университет, завръща се в Сяр и е смятан за основател модерното медицинското дело в града. Директор на държавната болница в града в продължение на много години. На 1 юли 1917 година българските окупационни власти го изпращат в България, където работи във военна болница. След завръщането си в Сяр е избиран за демарх (кмет) на Сяр от 1919 до 1920 година. По време на Гръцко-турската война е хирург в армията на Пангалос в Източна Тракия. Умира в Сяр в 1948 година. Името му носи улица в града.